# Spatium
Et spatium (tegnmellemrum) er et blanktegn, som er smallere end et mellemrum. Det er en fjerdedel geviert (samme breddeværdi som et punktum).
På dansk bruges spatium undertiden mellem et ord og kolon, semikolon, spørgsmålstegn eller udråbstegn.